# La Roche-Noire
La Roche-Noire település Franciaországban, Puy-de-Dôme megyében. Lakosainak száma 630 fő (2022. január 1.). La Roche-Noire Le Cendre, Cournon-d’Auvergne, Les Martres-de-Veyre, Mirefleurs, Pérignat-sur-Allier és Saint-Georges-sur-Allier községekkel határos.

## Népesség
A település népességének változása:
| Lakosok száma | 608  | 608  | 616  | 618  | 620  | 622  | 624  | 623  | 630  |
|               | 2013 | 2015 | 2016 | 2017 | 2018 | 2019 | 2020 | 2021 | 2022 |